# Fiyi en los Juegos Olímpicos de Los Ángeles 1984
Fiyi estuvo representado en los Juegos Olímpicos de Los Ángeles 1984 por un total de 14 deportistas, 11 hombres y 3 mujeres, que compitieron en 5 deportes.
El portador de la bandera en la ceremonia de apertura fue el yudoca Viliame Takayawa. El equipo olímpico fiyiano no obtuvo ninguna medalla en estos Juegos.